# Gjerdrum
Gjerdrum este o comună din provincia Akershus, Norvegia.